# Nưa Kuznetsov
Nưa Kuznetsov (danh pháp khoa học: Pseudodracontium kuznetsovii) là một loài thực vật có hoa trong họ Ráy (Araceae). Loài này được Serebryanyi miêu tả khoa học đầu tiên năm 1995.